# Rugby Mogliano 2011-2012

## Rosa
Fonte rosa e statistiche giocatori: It's Rugby

## Eccellenza 2011-12

### Stagione regolare
| Incontro                 | Andata | Ritorno |
| ------------------------ | ------ | ------- |
| Mogliano — S.S. Lazio    | 22-14  | 27-27   |
| Rovigo — Mogliano        | 9-9    | 19-26   |
| Mogliano — Calvisano     | 8-30   | 18-26   |
| Crociati — Mogliano      | 12-16  | 16-23   |
| Mogliano — I Cavalieri   | 12-7   | 19-22   |
| L’Aquila — Mogliano      | 22-15  | 10-52   |
| Mogliano — Petrarca      | 32-23  | 12-9    |
| Reggio Emilia — Mogliano | 16-33  | 15-62   |
| Mogliano — San Gregorio  | 75-5   | 20-7    |

#### Risultati della stagione regolare
| Posizione | G  | V  | N | P | PF  | PS  | DP   | B | Pt |
| --------- | -- | -- | - | - | --- | --- | ---- | - | -- |
| 3ª        | 18 | 12 | 2 | 4 | 481 | 289 | +192 | 6 | 58 |

### Fase finale
| Turno | Incontro               | Andata | Ritorno |
| ----- | ---------------------- | ------ | ------- |
| SF    | Mogliano — I Cavalieri | 24-29  | 16-18   |

## Trofeo Eccellenza 2011-12

### Prima fase

#### Girone A
| Incontro                 | Andata | Ritorno |
| ------------------------ | ------ | ------- |
| Calvisano — Mogliano     | 27-17  | 25-19   |
| Reggio Emilia — Mogliano | 9-16   | 27-16   |

#### Risultati del girone A
| Posizione | G | V | N | P | PF | PS | DP  | B | Pt |
| --------- | - | - | - | - | -- | -- | --- | - | -- |
| 3ª        | 4 | 1 | 0 | 3 | 68 | 88 | -30 | 1 | 5  |

## Verdetti
- Mogliano qualificato alla European Challenge Cup 2012-2013